# Super 8 (film)
Super 8 (2011) este un film american științifico-fantastic thriller scris și regizat de J. J. Abrams și produs de Steven Spielberg. În rolurile principale interpretează Joel Courtney, Elle Fanning și Kyle Chandler; filmul a avut premiera la 9 iunie 2011 în Australia și 10 iunie 2011 în Statele Unite atât în cinematografele clasice cât și în cele IMAX.